# Элеонора Младшая
Элеоно́ра Младшая (нем. Jüngere Eleonora), или Элеоно́ра Магдали́на Гонза́га (нем. Eleonora Magdalena Gonzaga, итал. Eleonora Maddalena Gonzaga, чеш. Eleonora Magdalena Gonzagová, венг. Eleonóra Magdolna Gonzaga; 18 ноября 1628, Мантуя, Мантуанское герцогство — 6 декабря 1686, Вена, Австрийское эрцгерцогство) — принцесса из Неверской ветви дома Гонзага, урождённая принцесса Мантуанская, Неверская и Ретельская, дочь Карла II, наследного принца Мантуи, герцога Невера и Ретеля. Третья жена императора Фердинанда III; в замужестве — императрица Священной Римской империи, королева Германии, Венгрии и Чехии, эрцгерцогиня Австрийская.
Считалась одной из самых образованных и добродетельных женщин своего времени. Увлекалась религиозной поэзией. Основала литературную академию и покровительствовала музыкальному театру. Способствовала развитию культурной и духовной жизни при имперском дворе в Вене. Основала несколько монастырей. Исповедуя католицизм, толерантно относилась к подданным-протестантам. Учредила дамские ордена — орден Рабынь Добродетели (1662) и Благороднейший орден Звёздного креста (1668).

## Биография

### Ранние годы
Элеонора Магдалина родилась в Мантуе 18 ноября 1628 года. Она была дочерью Карла II, герцога Невера, Ретеля, Майена и д’Эгийона, наследного принца Мантуи и Монферрато из Неверской ветви дома Гонзага и Марии Мантуанской, принцессы из прямой линии того же дома. По линии отца принцесса приходилась внучкой Карлу I, герцогу Невера и Ретеля, герцогу Мантуи и Монферрато (после угасания прямой линии дома) и Екатерине Майеннской, принцессе из Лотарингского дома. По линии матери она была внучкой Франческо IV, герцога Мантуи и Монферрато и Маргариты Савойской, принцессы из Савойского дома.
Одно из имён принцесса получила в честь двоюродной тётки, императрицы Священной Римской империи, ставшей её крёстной матерью. Родители Элеоноры были троюродными дядей и племянницей. Их брак носил династический характер и должен был закрепить наследные права на герцогства Мантуи и Монферрато за Неверской ветвью, ставленниками французского королевства. Но после пресечения прямой линии дома о своих правах на герцогства заявили представители Гвасталльской ветви и Савойского дома, поддерживаемые империей и испанским королевством. Началась война, во время которой родители увезли двухлетнюю Элеонору из Мантуи, но вернулись на родину уже через год, после заключения Кераскского мира. Этот договор подтвердил права Неверской ветви на герцогства Мантуи и Монферрато. Вскоре после этого от туберкулёза скончался отец принцессы, а из-за скандалов между дедом по отцу и матерью в изгнание была отправлена её бабка по линии матери.
Маленькую Элеонору поселили в монастыре святой Урсулы в Мантуе, где некоторое время с ней жила её мать. Принцесса получила блестящее образование. Она свободно владела французским, испанским и итальянским языками, хорошо разбиралась в литературе, музыке и искусстве, освоила танцы и рукоделие. Уже в отроческом возрасте в ней проявилось поэтическое дарование, которое выражалось в сочинении философской и религиозной поэзии.

### Брак
Брак Элеоноры с императором Фердинандом III устроила её крёстная, вдовствующая императрица Элеонора, которая поддерживала тесные связи со своей племянницей, матерью принцессы. Она стала официальным представителем стороны невесты на брачных переговорах при имперском дворе в Вене. Ранее ей удалось договориться о браке брата принцессы с Изабеллой Кларой, эрцгерцогиней Австрийской из Тирольской ветви дома Габсбургов.
Со стороны жениха были выдвинуты следующие условия: герцогство Мантуи хранит лояльность по отношению к интересам Священной Римской империи, за невестой закрепляется право возможного наследования герцогства Монферрато и даётся приданое в размере четырехсот тысяч талеров. Сторона невесты приняла все условия с небольшими оговорками: герцогство Мантуи будет хранить лояльность интересам Священной Римской империи только при отсутствии негативных последствий для самого герцогства, а приданое невесты будет выплачиваться частями в течение нескольких лет.

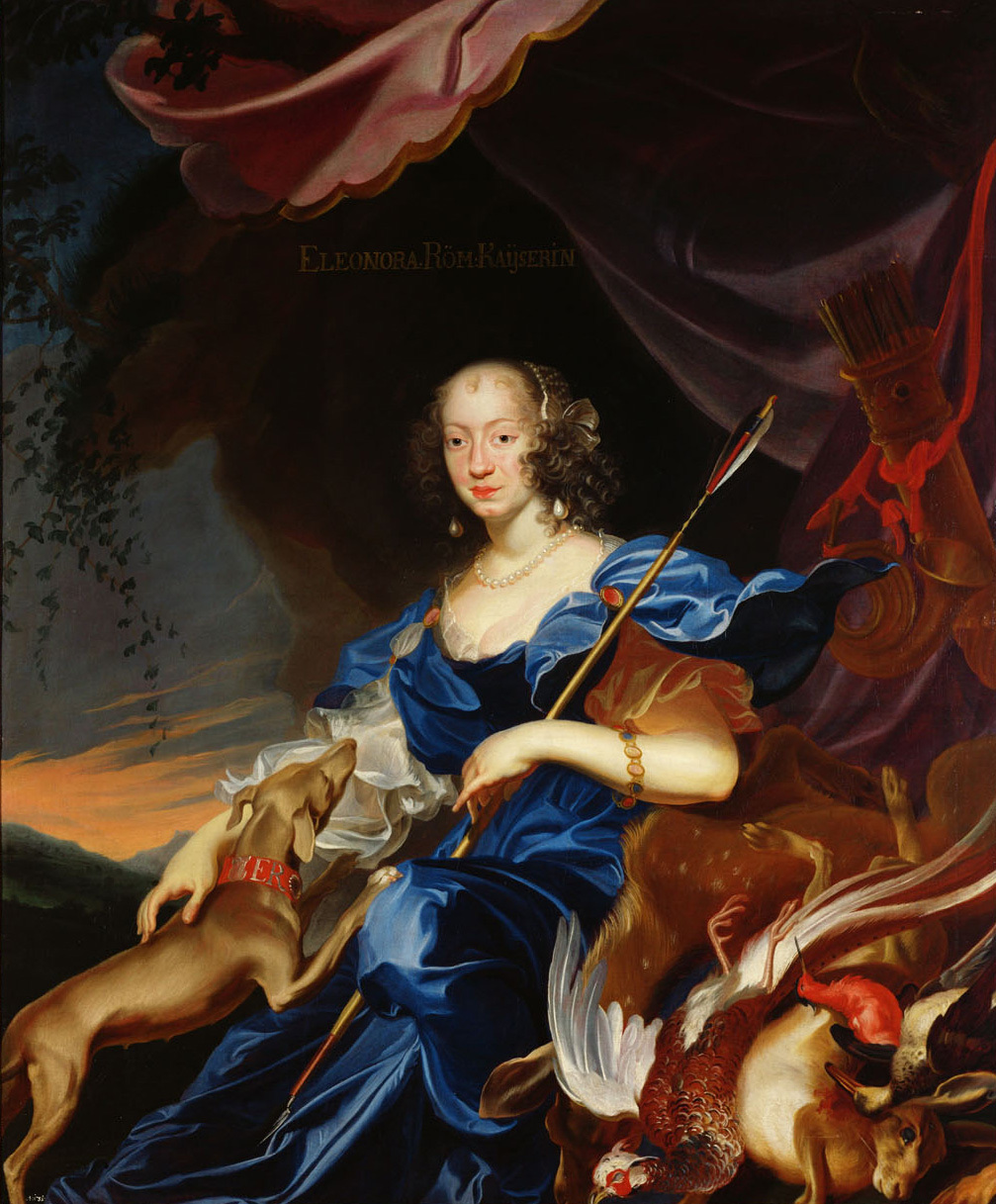
Портрет кисти Лёйкса (1651). Музей истории искусств, Вена

2 марта 1651 года в базилике святой Варвары при герцогском дворце состоялась церемония бракосочетания по доверенности, на которой императора представлял его посланник, граф Иоганн Максимилиан фон Ламберг. Начались торжества, которые продлились до 22 марта, когда Элеонора в сопровождении родственников выехала из Мантуи. Свадебный кортеж прибыл в Австрийское эрцгерцогство, где в Филлахе его торжественно встретила вдовствующая императрица. Здесь невеста попрощалась с родственниками и вместе с крёстной отправилась в Винер-Нойштадт, где 30 апреля 1651 года состоялась официальная церемония бракосочетания Элеоноры с Фердинандом III, императором Священной Римской империи, королём Германии, Венгрии и Чехии. В день свадьбы супруг преподнёс ей фамильные драгоценности без права владения ими и подарил пятьдесят тысяч флоринов. Для него это был уже третий брак. До этого он был женат первым браком на Марии Анне Испанской, вторым на Марии Леопольдине Австрийской. От обеих жён у императора были дети.
Несмотря на большую разницу в возрасте, брак оказался счастливым. Жизнелюбивый характер молодой императрицы помог ей завоевать симпатии всех членов новой семьи. У неё сложились прекрасные отношения со всеми пасынками и падчерицами. Она выучила немецкий язык, а император — итальянский. Вместе они участвовали в церковных и светских церемониях. Неподдельное благочестие обоих супругов не мешало им покровительствовать литературе и музыке, посещать театр и выезжать на охоту, которая была одним из увлечений императрицы. Сохранился портрет Элеоноры кисти Франса Лёйкса, на котором она изображена в образе Дианы, античной богини охоты.

### Потомство
В браке императора Фердинанда III и императрицы Элеоноры Младшей, как её стали называть, чтобы отличать от двоюродной тётки, родились четверо детей, из которых до совершеннолетия дожили только двое:
- Терезия Мария Йозефа (27.03.1652 — 26.07.1653), эрцгерцогиня Австрийская, принцесса Венгерская и Чешская, умерла в младенческом возрасте;
- Элеонора Мария Йозефа (21.05.1653 — 17.12.1697), эрцгерцогиня Австрийская, принцесса Венгерская и Чешская, 27 февраля 1670 года сочеталась первым браком  с Михаилом (18.06.1640 — 10.11.1673), королём Польши и великим князем Литвы; 6 февраля 1678 года сочеталась вторым браком с Карлом V (1643 — 18.04.1690), герцогом Лотарингии; её потомками являются все Габсбурги-Лотарингские;
- Мария Анна Йозефа (20/30.12.1654 — 04.04.1689), эрцгерцогиня Австрийская, принцесса Венгерская и Чешская, 25 октября 1678 года сочеталась браком с Иоганном Вильгельмом (1658 — 08.06.1716), курфюрстом Пфальца;
- Фердинанд Иосиф Алоизий (11.02.1657 — 16.06.1658), эрцгерцог Австрийский, принц Венгерский и Чешский, умер в младенческом возрасте.

### Императрица и королева
Элеонора Младшая была культурной женщиной. Вместе с мужем она основала литературную академию, и, несмотря на свою религиозность и строгую приверженность католицизму, не занималась дискриминацией писателей-протестантов. Императрица всегда находилась в обществе образованных людей, поощряла развитие науки. При ней особенно усилилось влияние итальянцев. Итальянский стал самым распространённым языком среди немецких аристократов. Итальянские аристократы и духовенство занимали высокие посты. При имперском дворе в Вене доминировала итальянская мода. Огромное влияние итальянской культуры испытали на себе местные литература, музыка, театр, архитектура и живопись.
С самого начала супружеской жизни Элеонора Младшая сопровождала мужа во время его поездок по империи. В 1652 — 1654 годах она находилась с ним в Регенсбурге, где проходил в это время рейхстаг. Пока супруг занимался государственными делами, она отвечала за организацию торжеств, например, карнавала перед началом Великого поста, кульминацией которого стала премьера оперы Антонио Бертали «Обман любви». 4 августа 1653 года в соборе святого апостола Петра в Регенсбурге состоялась коронация Элеоноры Младшей как императрицы Священной Римской империи. В 1655 году она была коронована как королева Венгрии, а 11 сентября 1656 года — как королева Чехии. В апреле 1657 года императрица овдовела, а ещё через год похоронила единственного сына.
Леопольд Вильгельм, деверь Элеоноры, пользовавшийся уважением у подданных, думал жениться на вдове старшего брата, чтобы упрочить своё положение как кандидата в императоры Священной Римской империи. Сама Элеонора приложила все усилия для того, чтобы новым императором стал её старший пасынок Леопольд. По завещанию покойного Фердинанда III вдовствующая императрица приняла на себя заботы о всех его детях. Ей были предоставлены замки в Граце и Линце и определена ежегодная пенсия в двести тысяч флоринов (позднее увеличена до двухсот тридцати тысяч). Лето она проводила во дворце Фаворита, который вместе с дворцами Шёнбрунн и Лаксенбург ей завещала императрица Элеонора Старшая. При непосредственном участии Элеоноры Младшей произошло расширение дворца Хофбург, который затем пострадал при пожаре и был снова восстановлен ею.
Небольшой двор вдовствующей императрицы был местом встреч политиков и дипломатов. Здесь часто бывали первый министр князь Лобковиц, послы Бретель де Гремонвиль и Магалотти, генералиссимус Монтекукколи. Некоторое время ею рассматривалась возможность второго брака с польским королём Яном Казимиром, но проект этот не был осуществлён.

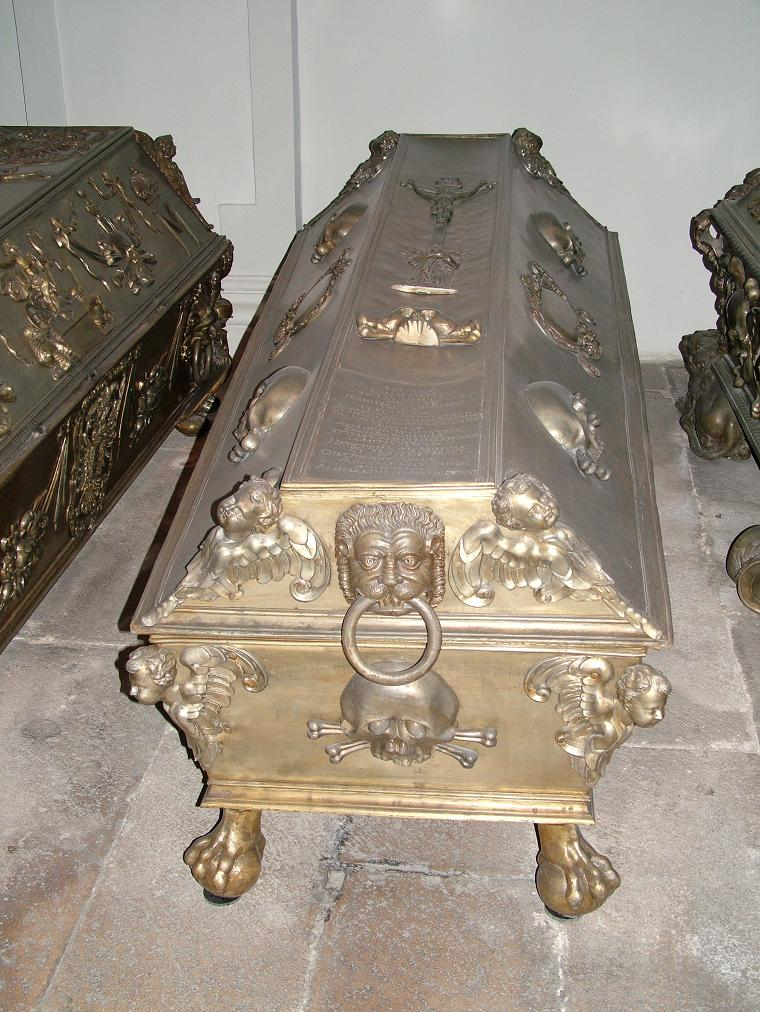
Гроб императрицы. Императорский склеп, Вена

Элеонора Младшая пользовалась большим уважением у Леопольда I, который советовался с мачехой по многим политическим и личным вопросам. Вдовствующая императрица установила добрые отношения с новой императрицей, первой женой её пасынка, испанской инфантой Маргаритой Терезой. Напряжённые отношения со второй супругой императора, Клавдией Фелицитой Австрийской длились недолго из-за её ранней смерти. Дружественными были отношения Элеоноры Младшей с пфальцской принцессой Элеонорой Магдалиной, ставшей, по её протекции, третьей женой императора.
Вдовствующая императрица занималась политикой только тогда, когда это касалось интересов её семьи. Так, ею был устроен брак племянника с наследницей Гвастальской ветви, чтобы окончательно разрешить споры между Неверской и Гвастальской ветвями дома Гонзага. Своего зятя, второго мужа старшей дочери, она попыталась сделать королём Польши. В 1669 году вдовствующая императрица урегулировала конфликт между императорским двором в Вене и Святым Престолом, возникший из-за того, что римский папа не назначил ни одного кардинала из кандидатов, предложенных императором. Сам Леопольд I в кризисных ситуациях прибегал к посредничеству мачехи.
Большую часть своего времени и состояния Элеонора Младшая тратила на дела милосердия и благочестия. В 1680 году ею был приглашён в Линц известный миссионер и проповедник, капуцин Марк из Авиано. Своё покровительство вдовствующая императрица оказывала поэту и живописцу, ораторианцу Иоганну Георгу Зайденбушу. Для иезуитов ею был возведён в Вене барочный фасад церкви при дворе. Особую протекцию она оказывала босым кармелиткам, для которых в Винер-Нойштадте построила монастырь. Чтобы повысить уровень образования среди девочек, Элеонора Младшая пригласила в Вену урсулинок, для которых построила целый комплекс, включавший монастырь, церковь и школу. Она также учредила два дамских ордена — в 1662 году Орден служительниц благочестия и в 1668 году Благороднейший орден Звёздного креста.

### Смерть
Последние годы жизни вдовствующей императрицы были омрачены эпидемией чумы 1679 года и войной с османами 1683 года, в которой империя одержала победу, но был нанесён серьёзный материальный ущерб владениям Элеоноры Младшей. В обоих случаях ей пришлось бежать из Вены: в первый раз в Прагу и Линц, во второй — в Линц и Инсбрук. Элеонора Магдалина умерла в Вене 6 декабря 1686 года и была похоронена в Императорском склепе при церкви капуцинов.